# تام گرامبوش
تام گرامبوش (متولد ۴ اوت ۱۹۹۵) یکی از بازیکنان هاکی روی چمن تیم ملی آلمان است. وی به نمایندگی از کشور خود در بازی‌های المپیک تابستانی ۲۰۱۶ شرکت کرد و موفق به کسب مدال برنز شد.